# Maynard James Keenan
Maynard James Keenan   (Ravenna, 17 d'abril de 1964) és un músic de metal progressiu estatunidenc, cantant, compositor, productor discogràfic, viticultor i actor. Originari d'Ohio, Keenan va passar els seus anys de secundària i d'universitat a Michigan. Després de servir a l'exèrcit durant la dècada dels 80, va assistir al Kendall College of Art and Design a Grand Rapids (Michigan). Es va mudar a Los Angeles, Califòrnia, l'any 1988 per seguir una carrera de disseny d'interiors i construcció. Poc després va formar la banda Tool amb Adam Jones.
Maynard és conegut per ser el vocalista de les bandes de metal progressiu Tool i A Perfect Circle, amb les quals ha publicat cinc i quatre àlbums d'estudi, respectivament. L'any 2003 va crear Puscifer com un projecte paral·lel, que va enregistrar el seu primer àlbum d'estudi l'octubre del 2007. Keenan, malgrat la seva fama, ha estat definit com un solitari, tot i que de vegades apareix públicament per donar suport a causes benèfiques.
A més de la seva carrera musical, ha actuat de còmic improvisat i esporàdicament s'ha aventurat com a actor. És l'actual propietari dels vinyers Merkin Vineyards, dels associats Caduceus Cellar, i té la propietat de part dels Stronghold Vineyards, tots ells situats a Arizona, on viu. Entre altres negocis, també és un dels socis del restaurant Cobras & Matadors, a Los Angeles, i posseeix tot un mercat de productes orgànics a Cornville, Arizona, amb una sala per a la degustació dels seus vins.

## Biografia
J. Keenan va néixer el 17 d'abril del 1964 a Akron a l'estat d'Ohio, i és l'únic fill del matrimoni de Judith Mary i Michael Lauren Keenan (1937-2025). Va créixer a Ravenna al si d'una família baptista. Els seus pares es van divorciar quan Maynard tenia quatre anys i el seu pare, que era professor de secundària, es va mudar a l'estat de Michigan, per la qual cosa Maynard només el podia veure un cop l'any durant dotze anys. La seva mare es va tornar a casar, i van viure en una «llar intolerant», on la intel·ligència i l'expressió creativa del nen es veien sufocades. Quan Maynard tenia onze anys, la seva mare va patir un aneurisma cerebral paralitzant, que posteriorment serviria d'inspiració per a moltes de les seves obres creatives. Uns anys més tard, ella va persuadir-lo perquè marxés a viure amb el seu pare a Michigan. Maynard considera que aquesta va ser una de les millors decisions que va prendre en la seva vida.

## Carrera militar

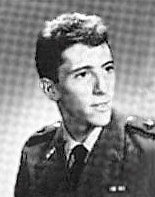
Fotografia de Maynard James Keenan de l'època en què es va allistar a l'exèrcit nord-americà.

Inspirat per l'actuació de Bill Murray a la pel·lícula Stripes de 1981, Keenan es va unir a l'Exèrcit dels Estats Units, amb la intenció d'obtenir el G.I. Bill per finançar el seu somni d'assistir a l'escola d'art. En aquest punt, Maynard ja havia viscut als estats d'Ohio, Míchigan, Nova Jersey, Nova York, Oklahoma, Kansas i Texas. Al principi va servir a l'Exèrcit com a observador avançat abans d'estudiar a l'Acadèmia Militar de West Point el curs 1983-84. A més de completar un pla d'estudis rigorós, especialment en matemàtiques i anglès, va córrer amb l'equip de cross country i cantava al cor. Va ser durant el seu temps a l'exèrcit que va adoptar l'àlies de «Maynard». Distingit en formació bàsica i avançada, es va negar a ser traslladat a West Point, desil·lusionat quant als valors adoptats pels seus col·legues, al seu lloc va optar per seguir una carrera musical. També sabia que West Point no toleraria la seva dissidència, per la qual cosa va optar per retirar-se.
Les referències al codi d'honor «no mentiré, ni enganyaré, ni robaré, ni toleraré aquells que ho facin», incloses en el tema «Intolerance» de l'àlbum Undertow probablement derivin d'aquesta experiència, igual que el nom de la banda, «Tool» (eina).

## Carrera musical
Va ingressar al Kendall College d'Art i Disseny de Grand Rapids (Michigan). El 1988 es va traslladar a Los Angeles, on el seu amor per als animals el va portar a la pràctica del disseny interior de les botigues d'animals domèstics, però acomiadat de forma precipitada va començar a treballar en el disseny i construcció d'escenaris. Durant la dècada dels anys 1980, Maynard tocava el baix per TexA.NS i va cantar per Children of the Anachronistic Dynasty, dues bandes independents.

### Tool

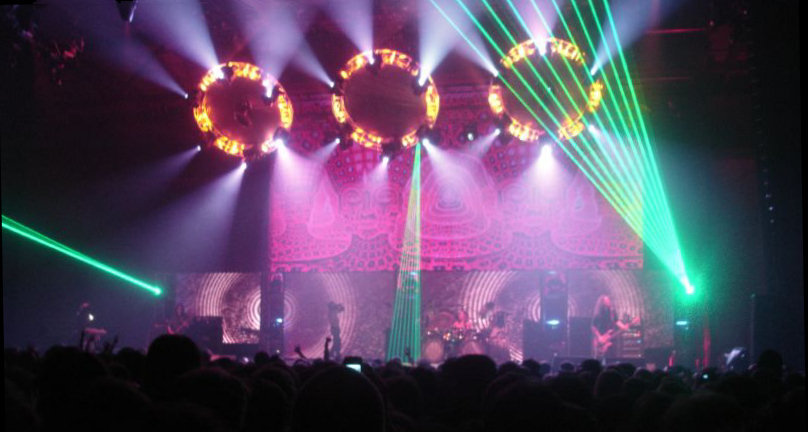
Tool en concert en el seu gira de 2006.

Després de mudar-se a Los Angeles, Maynard va conèixer Adam Jones, que l'havia sentit cantar en una demostració a la universitat. Impressionat amb la veu, li va suggerir de formar una banda. Tot i que a desgrat al principi, Maynard finalment l'any 1990 van formar Tool. Liderats per ell mateix, l'alineació va quedar amb el guitarrista Jones, Danny Carey (veí i amo de la sala on Maynard i Jones assajaven) que amb el temps va començar a tocar amb ells a la bateria i Paul D'Amour es va fer càrrec del baix. Posteriorment, l'any 1995, D'Amour va sortir de la banda per divergències artístiques i va ser reemplaçat per Justin Chancellor.
Maynard és un gran fan del grup de heavy metal Iron Maiden i sobretot de Kiss des de la seva joventut, i per això es va unir al projecte de l'àlbum Kiss My Ass, homenatge de diversos intèrprets a aquesta banda, on va participar amb el tema «Calling Doctor Love».
Després d'un conflicte legal amb la seva productora, Volcano Records, que va desembocar en un nou acord de tres registres, els membres de Tool van decidir prendre's un descans. Període durant el qual els integrants van ser obertament crítics de les xarxes peer-to-peer pel fet de compartir arxius, per l'impacte econòmic negatiu sobre els artistes que depenen de l'èxit de les vendes de les seves obres. Durant una entrevista amb el New York Rock l'any 2000, Maynard va dir: «Crec que hi ha una gran quantitat d'indústries que mereixen ser destruïdes. Els que són perjudicats pels MP3 no són les empreses o negocis, si no els artistes, persones que vivim d'escriure cançons».

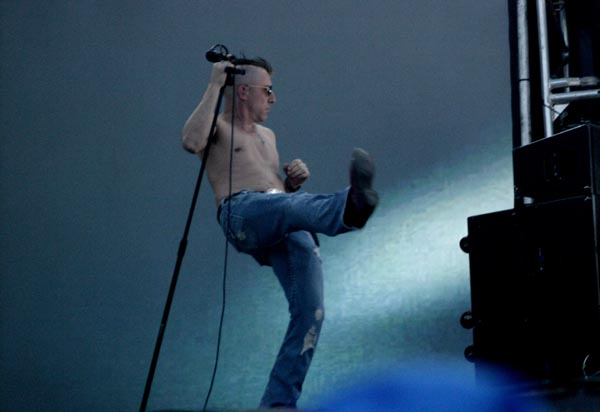
Tool en concert, any 2006.

El tercer àlbum de Tool Lateralus va sortir al maig de 2001 amb molt bones crítiques. Es va destacar pels seus «foscos, intel·ligents, convincents i inesperats girs lírics». Maynard James Keenan va ser aclamat per les cançons que va compondre. En una entrevista amb NY Rock, Keenan va explicar, «Cada cosa que hem fet amb Tool és inspirada per la nostra pròpia música. No importa si es tracta d'un vídeo o si es tracta d'una lletra. La lletra de «Schism» és la meva pròpia interpretació de la música». Lateralus es va convertir en èxit mundial, aconseguint el número 1 en el Billboard 200 durant la primera setmana del seu llançament, i Tool rebia el seu segon Premi Grammy a la millor interpretació de metal del 2001 per «Schism».
L'any 2002, Maynard James Keenan va col·laborar amb la seva veu en la cançó «Fallin» del grup 30 Seconds to Mars, que va ser publicada al seu àlbum debut.
Al maig del 2006 Tool va treure l'àlbum 10.000 Days. En aquest treball Keenan canta sobre qüestions més personals, en contrast amb els àlbums predecessors que buscaven inspirar canvis. La seva mare, qui ja havia inspirat Maynard a escriure cançons com «Jimmy», també va inspirar al cantant en cançons com «Wings for Marie» i «10,000 Days (Wings Pt. 2).» Aquestes cançons tracten sobre la mort de la mare de Maynard, a l'any 2003 després de 27 anys, al voltant de 10.000 dies de patiment a causa de la seva malaltia. L'àlbum va vendre 564.000 còpies en la seva primera setmana als Estats Units i va ser número 1 en el Billboard 200.
Respecte al futur de Tool, Maynard va dir en una entrevista de la revista Spin: «Seguirem junts fent música fins que un de nosaltres mori».

### A Perfect Circle

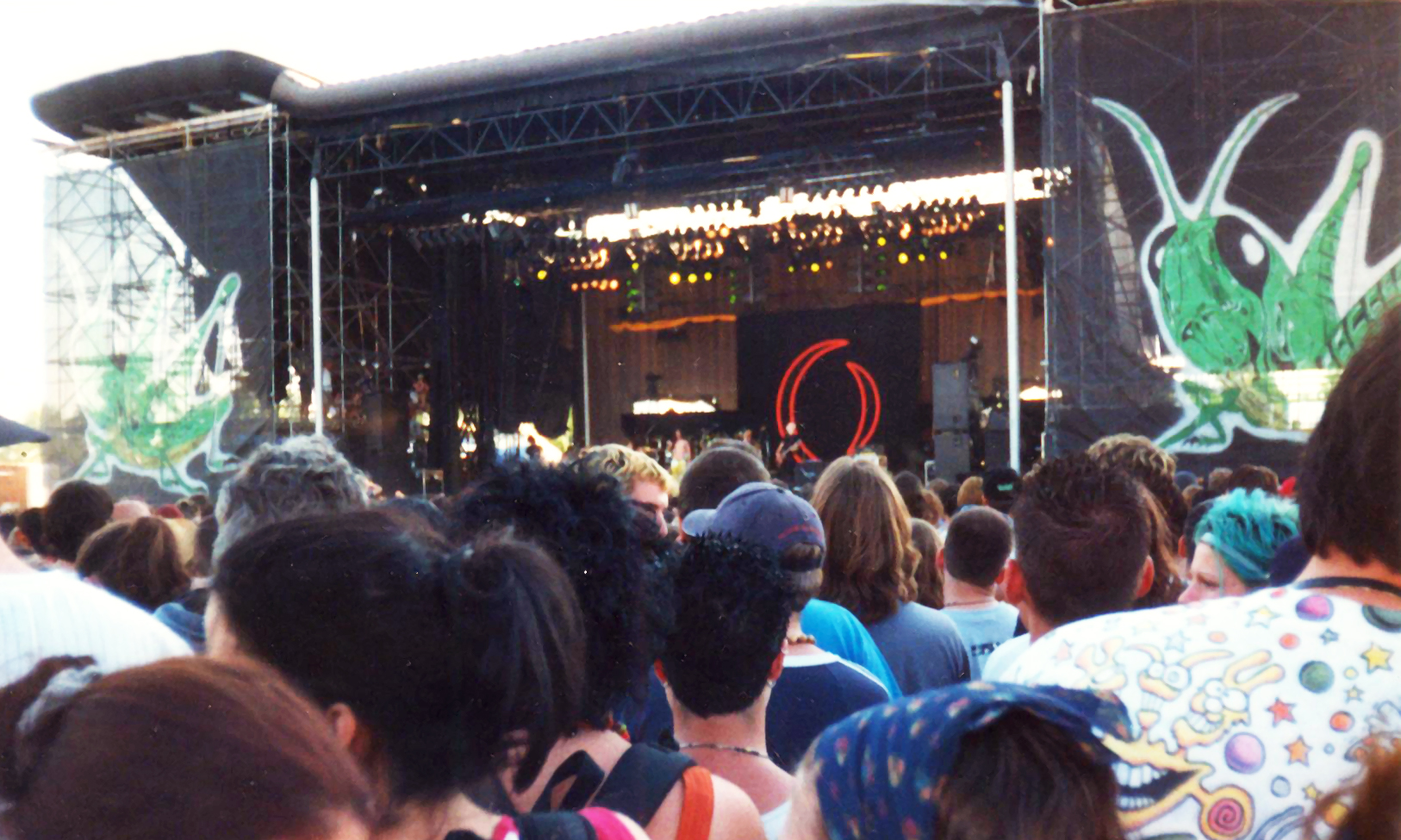
Concert de Perfect Circle l'any 2000.

Durant el descans que Tool va disposar després del llançament i gira promocional del seu segon àlbum d'estudi, l'any 1998, Maynard James Keenan va començar a treballar amb Billy Howerdel (tècnic en guitarres de Tool durant les gires de la banda) en un projecte paral·lel. El súpergrup que van formar va ser anomenat A Perfect Circle i va començar a funcionar l'any 1999 i un any després va tenir lloc el llançament del seu àlbum debut Mer de Noms. El 2003 van llançar Thirteenth Step en referència als Programes de 12 passos. L'àlbum va ser molt ben rebut per la crítica. Els dos treballs d'A Perfect Circle van ser certificats Discs de platí. El 2004 es va llançar Emotive, compost principalment per versions d'altres bandes, excepte pels senzills «Counting Bodies Like Sheep to the Rhythm of the War Drums» i «Passive». Maynard va dir que va ser un àlbum polític amb el qual va «tastar les aigües» i va ser subseqüentment «crucificat» pel seu contingut. Tot i així, a un mes del seu llançament va ser certificat com a disc d'or. Aquell mateix any la banda va llançar un set que consistia en un DVD i un CD anomenat Amotion, que va aconseguir el seu certificat de platí uns mesos després.
Malgrat el seu èxit, l'estat d'A Perfect Circle és incert. En part a causa dels compromisos de Maynard amb Tool; Howerdel va informar al maig de 2006 en una entrevista amb MTV que el treball del súpergrup havia conclòs. Després de més de dos anys des que A Perfect Circle es reunís per última vegada, Maynard va ser interrogat sobre el futur de Perfect Circle durant una entrevista amb Revòlver on va dir:
 
Quan se li va preguntar sobre la possibilitat d'un nou àlbum d'A Perfect Circle, Maynard va dir, «Tal vegada, una cançó com a banda sonora d'alguna pel·lícula, però un àlbum? No». Al seu lloc, es van centrar en una o dues cançons alhora, que van sortir a través d'Internet.

### Puscifer

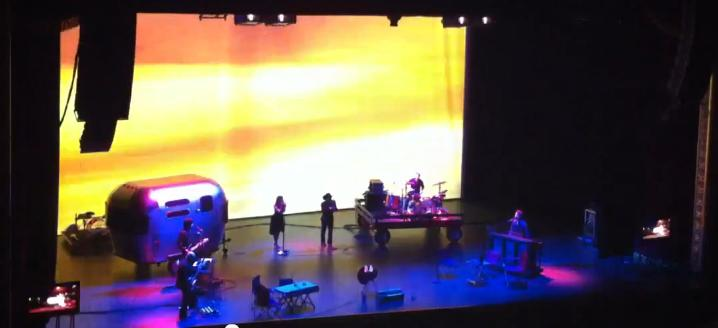
Concert de Puscifer el 2011.

El 2003, Keenan va aparèixer en un grup que va anomenar Puscifer de la cançó «REV 22.20», banda sonora de la pel·lícula Underworld. Aquest projecte va sorgir del treball amb Danny Lohner, que havia conegut en les presentacions en viu amb Nine Inch Nails. Puscifer es va formar com a manifestació del seu subconscient creatiu. Maynard va declarar que és «una banda improvisada de hardcore on tot s'hi val, i on es manifesta el seu corrent de consciència». Quan es compara el projecte amb Tool en una entrevista a la revista Rolling Stone, Keenan el descriu com el seu «intent de fer música per inspirar a la gent... és música orientada perquè faci que et sentis bé».
L'any 2006, Puscifer va contribuir amb la cançó «The Undertaker (Mix Renholder)» per a la banda sonora de Underworld: Evolution. Maynard va finançar i va treure el primer àlbum d'estudi de Puscifer, “V” Is for Vagina, l'octubre de 2007. L'àlbum va ser creat a l'autocar de gira de Tool, a les habitacions de diversos hotels, en diversos estudis d'enregistrament, i és un canvi radical respecte a les contribucions de Maynard a Tool i A Perfect Circle. Tim Alexander, més conegut com el baterista de la banda de rock Primus, va ser músic convidat en l'àlbum. Va anomenar Puscifer «hipnòtic i un gir de 180 graus respecte a Tool».
Puscifer és també una línia de roba, a la venda en el web de la banda. El 16 de setembre de 2008, Keenan va actualitzar el seu blog puscifer.com, revelant que la primera tenda de Puscifer seria oberta «amb sort» l'1 d'octubre de 2008 a Jerome, Arizona, i situada en un petit local a sobre d'un saló de tatuatges.
Del 13 al 15 de febrer de 2009, Keenan va debutar amb Puscifer al teatre Pearl Concert en el Palms Casino Resort a Las Vegas. En una entrevista amb el diari Los Angeles Times, Keenan va dir que «simplement no puc descriure-ho, només has de presenciar-ho i després tindrà sentit», per la qual cosa va optar per definir-ho com «un estil de cabaret». Va comptar amb la col·laboració de diversos artistes com Milla Jovovich, Danny Lohner i el baterista Tim Alexander de Primus.
El 18 d'octubre de 2011 va sortir el segon àlbum d'estudi Conditions of My Parole, i, tal com Maynard havia anunciat prèviament, Puscifer va sortir de gira per promocionar aquest nou treball.

#### Estil d'escriptura i concerts
L'objectiu principal de lletres de Keenan a Tool consisteix en un desig de connectar amb els oïdors a nivell personal; Encoratjar-los a buscar dins de si mateixos, la identitat pròpia, la comprensió i la reflexió. Tool no inclou lletres amb missatges subliminals perquè els seus seguidors desxifrin. Els arranjaments lírics són sovint objecte d'especial atenció, com en les lletres de la cançó «Lateralus», on el nombre de síl·labes en cada línia correspon a una disposició de la sèrie de Fibonacci, mentre que a «Jambi», usa el iambe mètric. En les lletres de Ænima i Lateralus, Maynard J. Keenan es va centrar específicament en la filosofia i l'espiritualitat de temes que van des de l'evolució i la psicologia de Carl Jung a «Forty Six & 2» i la transcendència en «Lateralus».
En les actuacions en directe amb Tool Keenan se situa sovint sobre una plataforma a la part posterior de l'escenari, sense cap llum que l'il·lumini, darrere del guitarrista i el baixista. Breckinridge Haggerty, qui grava els videos de la banda en viu, diu que els espais foscos «són en la seva majoria per Maynard». «Moltes de les cançons són un viatge personal per a ell i la resplendor de les llums complica la reproducció de les seves emocions a l'audiència. Necessita una mica d'espai personal, i se sent més còmode dins les ombres». Una excepció, que va sorprendre fins i tot als seguidors de Tool, es va produir quan un espectador va pujar a l'escenari i va intentar abraçar a Keenan mentre la banda estava tocant «Pushit». Després d'aixecar al fan i llançar-ho cap a terra, Maynard es va embolicar sobre l'esquena de l'home que havia pujat a l'escenari i després es va asseure sobre la seva esquena durant més de deu minuts. En les seves presentacions amb Tool ha lluït el pentinat mohawk, perruques, màscares Kabuki, sostenidors, mitges, i de vegades el cos banyat en pintura blava. Això es contrasta amb una varietat de perruques de pèl llarg mentre estava de gira amb A Perfect Circle. Generalment canta amb una postura inclinada cap a terra. En les seves últimes presentacions amb Puscifer s'ha vestit amb perruques i bigotis rossos o amb la típica vestimenta de cowboy.
The New York Times va descriure la contribució de Maynard tant en Tool com en A Perfect Circle: «tots dos grups es basen en la capacitat del Sr. Keenan per dignificar emocions com la luxúria, la ira i el disgust, la mel de la seva veu que afegeixen un toc de profunditat». La capacitat de Maynard com a vocalista ha estat elogiada pel Seattle post-Intelligencer: després de la seva actuació durant un recital d'Alice in Chains l'any 2005, el periodista independent Travis el va veure com «un pas natural en reemplaçament de Layne Staley». La revista Hit Parader el va situar en la posició #21 en la seva llista de «Els 100 millors vocalistes de Heavy Metal de tots els temps», i la seva singular forma de cantar sovint ha influït a artistes com Pete Loeffler de Chevelle.
Contribueix cantant en veu de falsetto la línia «not by the hair of my chinny chin chin» en el conegut tema del grup Green Jellÿ «Three Little Pigs» (el vocalista del qual era el company d'habitació de Maynard a la universitat, i va ser la persona que va rebre el missatge de contestador del tema «Message to Harry Manback», i qui li va enviar a Maynard posteriorment; el subjecte del missatge en qüestió, que no parava de dir paraulotes en italià i anglès, va deixar l'«encàrrec» després que el company de Maynard i altres amics el deixessin un dia en un parc, amb totes les seves pertinences, ja que era massa descarat i, a més, es colava a les seves festes, a part de ser addicte a algun tipus de droga).
Maynard va prendre part en una cançó sense títol, anomenada «Revolution/Revolutionary» pels seus fans, que és una col·laboració entre Rage Against The Machine i Tool.
El director David Fincher (Seven, Fight Club) va oferir a Keenan un paper principal en la pel·lícula «L'habitació del pànic», però va haver-ho de rebutjar a causa dels seus compromisos amb Tool. El paper va acabar en mans de Dwight Yoakam.

## Filantropia
Keenan ha usat repetidament la seva fama per donar a conèixer problemes que li són d'especial interès. Mereix un especial esment la vegada que va fer, per sorpresa, una aparició en un concert benèfic a favor d'una associació anomenada «RAINN» (Rap, Abusi and Incest National Network). Promogut per Tori Amos, i realitzat en el Madison Square Garden de Nova York el 23 de gener de 1997, Keenan va cantar a duo amb Amos la cançó «Muhammad My Friend».
Maynard és un dels col·laboradors de Axis of Justice, una organització sense ànim de lucre que reuneix a músics, fans de la música i organitzacions polítiques de base que lluiten per la justícia social. L'any 2004, la citada organització va tirar endavant el que van denominar «Concert Sèries Volume 1», un recital (després es va llançar un CD i un DVD) en el qual Keenan va col·laborar en dues cançons. La primera «Where the Streets Have No Name» va ser enregistrada en viu en el concert d'Axis of Justice a The Avalon, Hollywood, el 19 de juliol de 2004. La segona pista «(What's Sota Funny 'Bout) Peace, Love, and Understanding» va ser enregistrada al festival de Lollapalooza a Seattle, Washington el 23 d'agost del 2003.
Al febrer de l'any 2005, Keenan va aparèixer com a vocalista sorpresa en un concert benèfic a favor de les víctimes del tsunami al sud d'Àsia realitzat a Seattle, actuant amb els membres restants d'Alice In Chains -després de la defunció de Layne Staley- en les cançons «Them Bones», «Man In The Box» i «Rooster».

## Maynard i l'humor
Maynard va entaular amistat amb el llegendari còmic Bill Hicks a començaments de la dècada dels 90. Maynard es va dedicar a la comèdia durant aquest temps i va fer algunes aparicions en diferents clubs de Los Angeles, en un dels quals va conèixer a Hicks. La seva relació va continuar creixent a causa dels seus interessos i aficions similars i Bill Hicks va fer la presentació del grup en alguns dels concerts de Tool. Una de les seves intervencions més conegudes es va poder veure a la gira del 1992 a Lollapalooza, quan va preguntar a l'audiència si podien ajudar-lo a buscar unes lents de contacte que havia perdut. Alguna gent va accedir. Maynard va gaudir tant de l'acudit que ho va repetir en nombroses ocasions.
A mitjan dels anys 90, responent a les peticions que Tool duria a terme actes amb finalitats benèfiques, Maynard va crear «Free Frances Bean», una línia pròpia de samarretes. Courtney Love s'havia referit anteriorment a Keenan anomenant-lo «puta mediàtica», i cantant va respondre, «No és genial?. Tinc l'honor de ser anomenat "puta mediàtica" per Courtney Love».
Maynard ha interpretat alguns papers en la sèrie «Mr. Show», principalment en els esquetxs de Ronnie Dobbs de la primera temporada. En una de les escenes, és arrestat juntament amb Ronnie Dobbs; més tard apareix portant una perruca com el vocalista d'una banda imaginària anomenada "Puscifer" (d'aquí el nom del seu projecte musical) juntament amb Adam Jones lloant a Ronnie. També apareix en l'episodi 2.6, «The Velveteen Touch Of Dandi Fop», com un dels espectadors de «Coupon: The Movie"«, dient: «ara no és el moment», i retirant les càmeres indignat per després sortir del cinema. A Maynard també se'l veu aparèixer en el videoclip «Sex», en una de les escenes exclusives del DVD de "Mr. Show", en la part anomenada «Run Ronnie Run». Maynard va aparèixer en la portada de maig/juny de 1999 de la revista Pop Smear, retratat com a Charles Manson com part d'un assaig fotogràfic, imitant un retrat de l'assassí empresonat. També va interpretar a Satan en les pel·lícules Bikini Bandits(2002) i Bikini Bandits 2: Golden Rod (2004). Quan en una entrevista se li va preguntar quin paper li havia resultat més difícil, Maynard va respondre: «Oh, Manson. Perquè és una persona real. La gent sap quin aspecte té, com parlava. Amb Satanàs no hi ha cap "zona grisa".»
Maynard va fer el seu gran debut al cinema el 17 d'abril de 2009 al film Crank: High Voltage, compartint una escena amb Jason Statham, Keenan interpreta un passejador de gossos que té una experiència electritzant […] en un parc públic.
El vocalista de Tool, Puscifer i A Perfect Circle s'exerceix també com a columnista del diari Phoenix New Times, en el qual escriu una columna bisetmanal en la qual, segons les seves paraules, parla de «música, vi i... Bé, ja ho veureu.»
Maynard, qui s'ha descrit a si mateix com «feliçment solter», va començar una relació al desembre de 2007: «Per primera vegada en la meva vida tinc algú que s'ocupa de mi, més que a l'inrevés» va declarar durant aquells dies. Té un fill anomenat Devo H. Keenan (nascut el 5 d'agost de 1995) que va cantar cors amb A Perfect Circle, i més tard va ser reconegut com el violoncel·lista a Keep Telling Myself It's Alright l'àlbum debut del grup Ashes Divideix. Va ser després del naixement del seu fill que Maynard va decidir ocultar la seva pròpia identitat, a fi d'evitar que el seu fill fos «víctima de [la seva] carrera». La cançó «Breña» d'A Perfect Circle utilitza el segon nom de l'ex novia de Keenan, mentre que el senzill «Judith», porta el nom de la mare de Keenan, i de Tool «H», que és el segon nom del seu fill.
A Maynard no li agrada l'adoració a les estrelles del rock. Sovint ha de bregar amb fans assetjadors i ha hagut de recórrer a l'ús d'un rifle de paintball per espantar als fans que intenten envair la seva propietat.
El Brazilian Jiu Jitsu és una de les activitats de Maynard, i va estudiar amb Rickson Gracie, qui és àmpliament considerat com un dels professionals més grans de les arts marcials.

## Discografia

### Amb Tool
- 1991 - 72826
- 1992 - Opiate
- 1993 - Undertow
- 1996 - Ænima
- 2000 - Salival
- 2001 - Lateralus
- 2006 - 10.000 Days
- 2019 - Fear Inoculum

### Amb A Perfect Circle
- 2000 - Mer de Noms
- 2003 - Thirteenth Step
- 2004 - Emotive
- 2004 - Amotion
- 2018 - Eat the Elephant

### Com Puscifer
- 2007 - Don't Shoot the Messenger
- 2007 - “V” Is for Vagina
- 2008 - “V” Is for Viagra. The Remixes
- 2008 - “D” Is for Dubby – The Lustmord Dub Mixes
- 2009 - “C” Is for (Please Insert Sophomoric Genitalia Reference HERE)
- 2010 - Sound Into Blood Into Wine
- 2011 - Conditions of My Parole
- 2013 - Donkey Punch the Night
- 2015 - Money Shot

### Col·laboracions
- 1986 - Fingernails, amb Children of the Anachronistic Dynasty
- 1987 - Dog.House, amb Children of the Anachronistic Dynasty
- 1987 - Live At Sons and Daughters Hall amb TexA.N. S.
- 1987 - Never Again, amb TexAns
- 1992 - Know your Enemy, de Rage Against The Machine
- 1992 - Cereal Killer VHS - Green Jellÿ
- 1993 - Cereal Killer Soundtrack - Green Jellÿ
- 1994 - Kiss My Ass: Classic KISS Regrooved
- 1995 - Replicants, amb Replicants, tocant Silli Love songs, una versió de la cançó de Wings
- 1997 - Flyin' Traps - Tim Alexander & Mike Bordin
- 1997 - Live from NY VHS - Tori Amos
- 2000 - Passenger, de l'àlbum White Pony de Deftones
- 2000 - The Crybaby - The Melvins
- 2001 - ...inder net...ja? - Turtle Bend
- 2003 - Run Ronnie Run! DVD
- 2003 - Underworld Soundtrack
- 2004 - Axis of Justice Concert Sèries Volume 1
- 2005 - Alice in Chains Tsunami Relief Benefit xou 2005 - en les cançons Man in the box i Them Bones